# Josef Malec
Podplukovník Josef Malec (6. srpna 1889 Slaný – 24. října 1949) byl legionář, důstojník československé armády a odbojář během druhé světové války.

## Život

### Mládí a první světová a ruská občanská válka
Josef Malec se narodil 6. srpna 1889 ve Slaném v rodině strojníka Františka Malce a jeho manželky Františky, rozené Šafářové. Mezi lety 1906 a 1910 vystudoval vyšší reálku s maturitou v Kladně, poté dva roky studoval na technické škole v Příbrami. V letech 1912 a 1913 sloužil u c. k. pěšího pluku přičemž absolvoval školu v Innsbrucku, poté studoval na vysoké škole technické v Praze. Po vypuknutí první světové války byl v červenci 1914 zmobilizován a poslán na ruskou frontu, kde 8. září téhož roku padl do zajetí. V zajateckkém táboře v Tomsku vstoupil v únoru 1916 do československého vojska na Rusi a byl přesunut do dobrovoleckého tábora v Ťumeni. V září 1916 byl zařazen k československému střeleckému pluku, se kterým se zúčastnil mimo jiné bitvy u Zborova. Vzdělával se a velel postupně četě a pak rotě. Mezi lety 1918 a 1919 se zúčastnil četných bojů v Rusku a Transsibiřské anabáze. Jako poručík se vrátil v dubnu 1920 do Československa.

### Mezi světovými válkami
V roce 1920 sloužil již jako kapitán krátce v Prešově, od listopadu ale dva roky studoval na topografa ve Vojenském zeměpisném ústavu. V roce 1925 byl převelen do Mostu, kde sloužil jako velitel roty. Dále se vzdělával a postupně byl povyšován až do hodnosti podplukovníka. V červenci 1934 se stal velitelem praporu u pěšího pluku v Břeclavi. 1. prosince 1936 byl jmenován velitelem praporu Stráže obrany státu v Hodoníně a zároveň vojensko-technickým referentem u hlavního okresního úřadu tamtéž. Jeho velení bylo v době ohrožení republiky v roce 1938 hodnoceno kladně.

### Druhá světová válka a po ní
V roce 1940 organizoval Josef Malec osoby pro zamýšlené jednotky Obrany národa, ale po rozsáhlém zatýkání s ní ztratil spojení. Poté v letech 1943 a 1944 pomáhal odbojové skupině Martina Siláka působící na hodonínsku. Po dobytí Hodonína Rudou armádou se přihlásil do služby. Pro svůj věk a plicní chorobu působil převážně již jen v administrativních funkcích a již v roce 1946 byl přeložen do výslužby. V roce 1949 se mu zhoršil zdravotní stav a 24. října zemřel.

## Rodina
Josef Malec se v roce 1920 oženil s Růženou Šponerovou, v roce 1923 se mu narodil syn Miloslav.

## Zajímavosti
Hodonínská jednota Československé obce legionářské uspořádala v roce 2014 střeleckou soutěž jako Memoriál pplk. Josefa Malce.